# Відкритий університет Івано-Франківська
Відкритий університет Івано-Франківська  — проект, створений в січні 2014 року івано-франківськими громадськими активістами. У рамках заходу щотижня відомі люди, фахівці з певної тематики проводять лекції просвітницького спрямування. Автори проекту пояснюють його заснування «метою створення постійно діючого інтелектуального майданчика для формування спільного бачення оптимальних шляхів розвитку країни та активізації громади в цілому».

## Історія
Відкритий університет Івано-Франківська став продовженням аналогічного проекту Відкритого університету на Євромайдані у Києві.

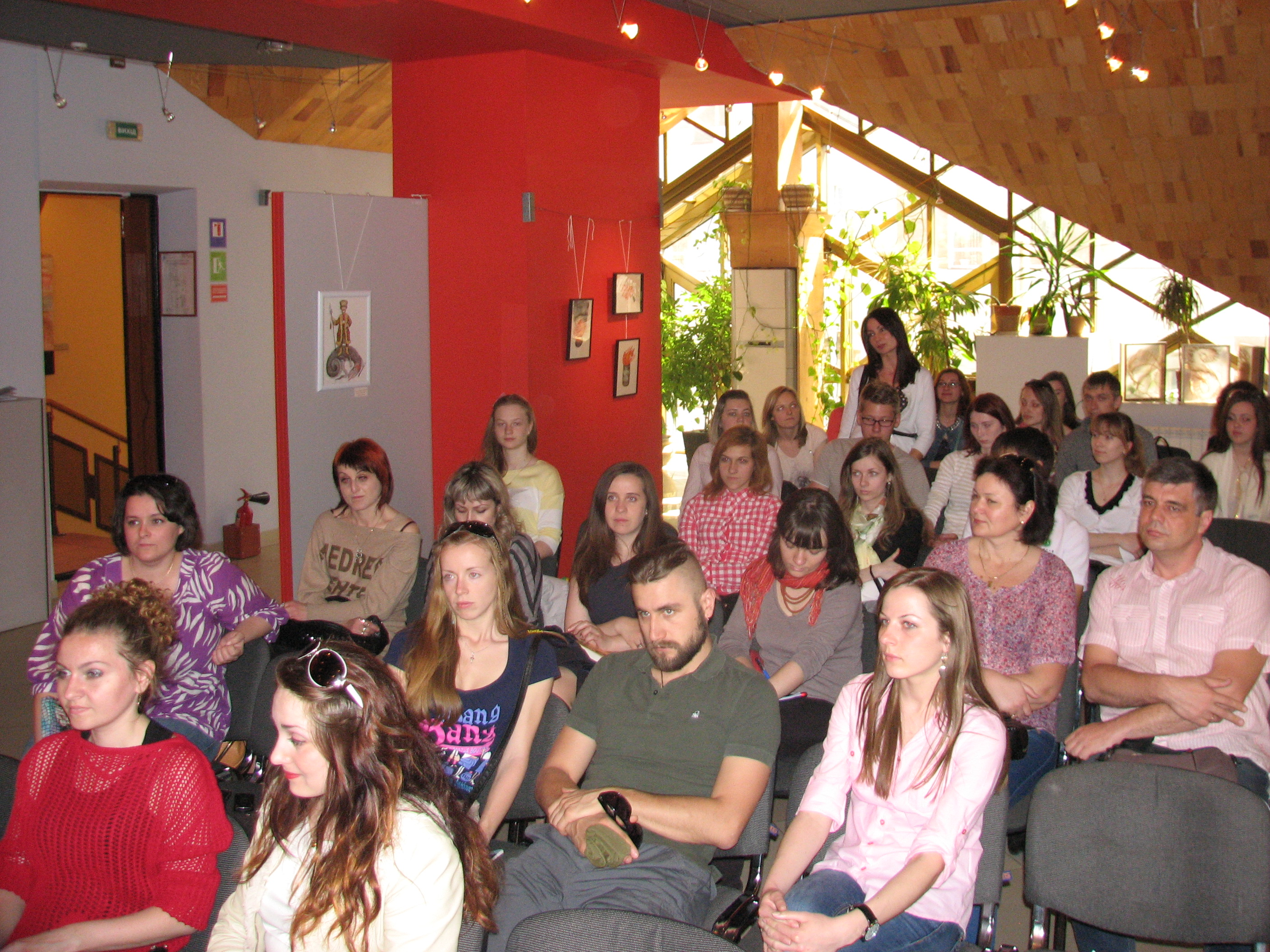
Під час лекцій Відкритого університету Івано-Франківська

Задуманий та створений громадськими активістами Івано-Франківська в січні 2014 року. Розпочав діяльність 1 лютого 2014 року. Співорганізатором Відкритого університету Івано-Франківська виступив Івано-Франківський осередок Наукового товариства ім. Шевченка, а також викладачі Прикарпатського національного університету імені Василя Стефаника.

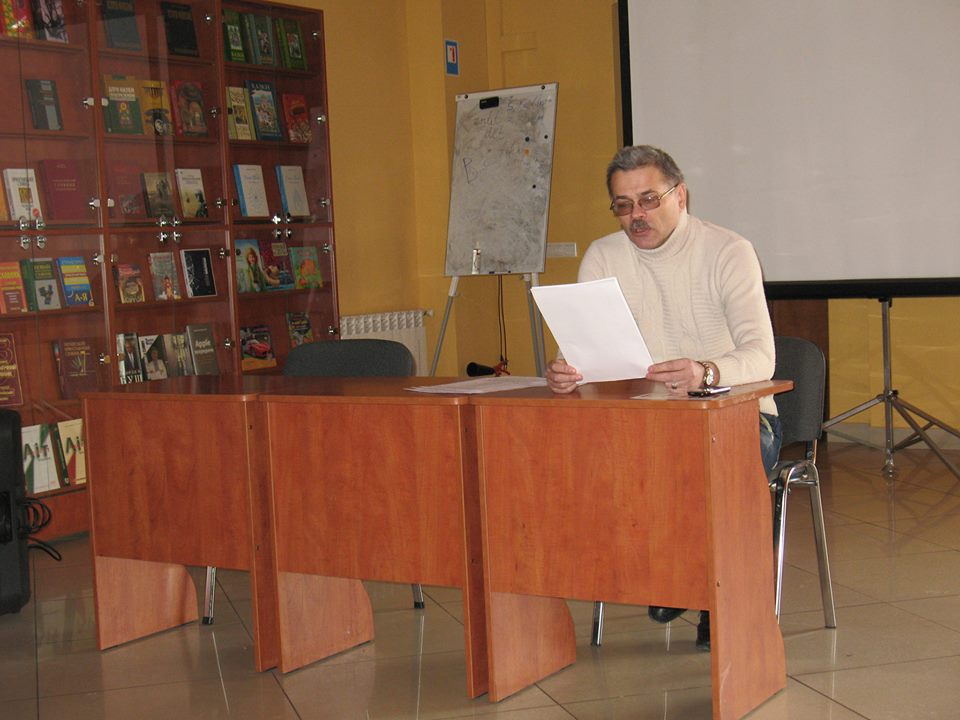
Євген Баран читає лекції у Відкритому університеті Івано-Франківська

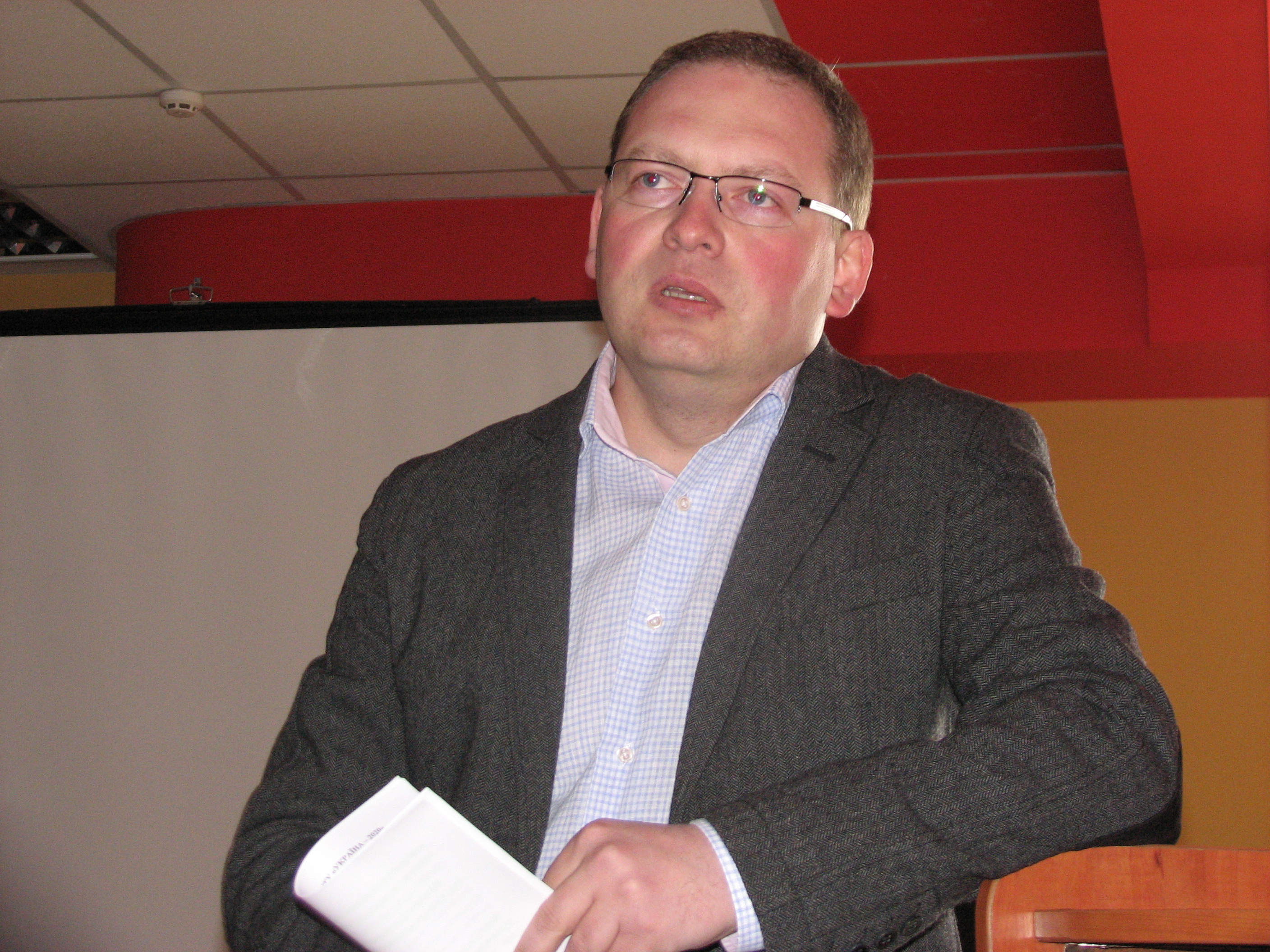
Іван Монолатій читає лекції у Відкритому університеті Івано-Франківська

Першими лекторами Відкритого університету Івано-Франківська були письменник Євген Баран та історик, краєзнавець Іван Монолатій.
Лекції проходять у книгарні «Є» щотижня (зазвичай від двох до чотирьох виступів на день). Теми лекцій пропонують відвідувачі.
Відкритий університет Івано-Франківська, за характеристикою засновників, пропагує цінності свободи, гідності, справедливості, демократії, взаємодопомоги; сприяє об'єднанню навколо цінностей і принципів; допомагає самореалізуватися людям, які хочуть бути корисними Україні. Автори бачать його як місце народження дискусій про побудову громадянського суспільства та відкритої влади.

### Теми лекцій

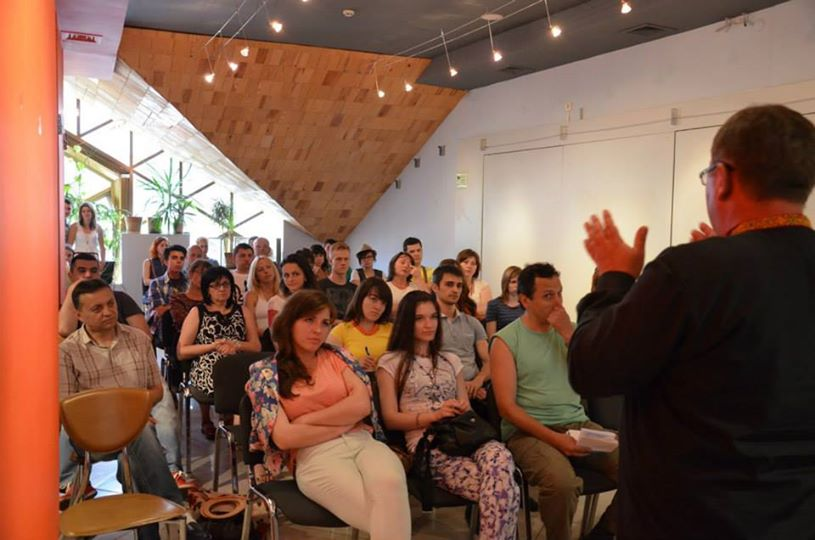
Відвідувачі лекцій Відкритого університету Івано-Франківська 29 червня

Лютий 2014
- 1 лютого — «Караюче слово любови: євангельска самість Шевченка» (Євген Баран); «Україна 2020. Внутрішні кризи та зовнішні виклики» (Іван Монолатій) (афіша).
- 8 лютого — «Василь Стефаник і галицька ментальність» (Степан Процюк); «Майдан. Творення нової свідомості» (Галина Дичковська) (афіша).
- 15 лютого — «Крах класичної реклами в системі сучасних суспільних ризиків» (Олег Ущенко); «Євроінтеграція. Досвід країн Східної та Центральної Європи» (Роман Сливка) (афіша). Олег Ущенко читає лекції у Відкритому університеті Івано-франківська

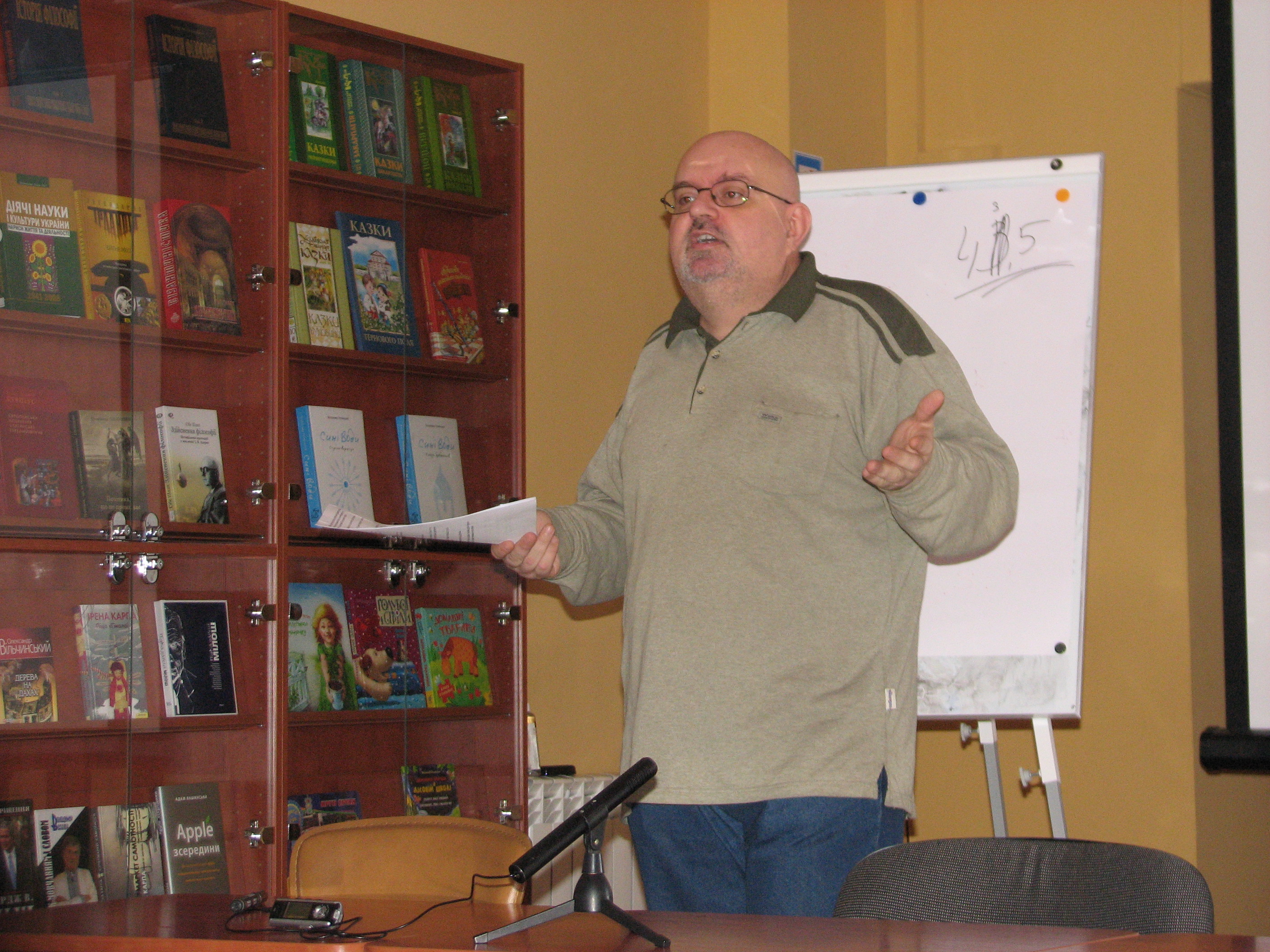
Олег Ущенко читає лекції у Відкритому університеті Івано-франківська

- На 22 лютого- були заплановані виступи отця Юрія Козловського і Тараса Прохаська, однак лекції були відмінені у зв'язку з трагічними подіями у Києві 18-20 лютого.

Березень 2014
- 1 березня — «Соціальне вчення і діяльність Митрополита Андрея Шептицького» (о. Юрій Козловський); «Як побудувати успішну країну?» (Сергій Адамович) (афіша).
- 8 березня — «„Великий льох“ як Шевченкове пророцтво» (Ольга Слоньовська); «Всі таємниці розробки візуального стилю Івано-Франківська» (Юрій Филюк) (афіша).
- 15 березня — «Література як форма пам'яті» (Тарас Прохасько); «Проти шерсті — проти всіх» (Ярема Стецик). (афіша).
- 22 березня — «Відповідальність як основа незалежності» (Наталія Мухітдінова); «Невідкладна допомога при надзвичайних ситуаціях» (Любомир Паращук) (афіша).
- 29 березня — «Література і текст. Битва титанів?» (Ольга Деркачова); «Досвід велопоходів Україною» (Олександр Хоменко) (афіша).

Квітень 2014
- 5 квітня — «Нецензурна лексика як духовна і соціальна проблема українського суспільства» (Галина Петросаняк); «Як Інтернет робить нас успішними» (Андрій Фармуга) (афіша)

- 12 квітня — «Секрети успіху китайських реформ» (Олексій Волик);[4] «„Брати Блюзу“: Євромайдан тривалість 20 років» (Мирослав Левицький) (афіша).
- 27 квітня — «Чи важко знайти роботу в маленькому місті — або кого шукають роботодавці?» (Аліна Токмиленко, Сергій Фіцак); «Флешмоб „Читати — це модно“» (Валентина Печарська) (афіша).

Травень 2014
- 4 травня — «ТЕДкс як платформа для розвитку ідей» (Дмитро Романюк); «„Чорна Індія“ Михайла Яцківа» (Іван Ципердюк); «Презентація благодійного проекту „Янголи поруч“» (Віталій Сабан, Юлія Микитин) (афіша).
- 11 травня — «Станіславів-Франківськ: правова основа місцевого самоврядування» (Володимир Ковальчук); «Творімо українську Вікіпедію разом!» (Антон Процюк) (афіша)
- 18 травня — «Психологія успіху» (Наталія Чаплинська); «Як навчитися справлятися з емоціями» (Ольга Шологон); «Успіх кожного — розвиток країни» (Наталія Мухітдінова) (афіша).

Червень 2014
- 8 червня — «Життя в стилі „органік“» (Максим Залевський); «Три секрети з Америки для побудови нової України» (Віктор Загреба) (афіша).
- 15 червня — «Сміливість бути щасливими» (Христина Карабин); «Психологія здоров'я. Зв'язок між психікою і тілом» (Анастасія Абалмасова, Катерина Поліщук); «Як зберегти психологічне здоров'я в часи війни» (Наталія Мухітдінова) (афіша).
- 22 червня — «Академічна музика або навіщо слухати класику?» (Ігор Прокоп'юк); «Самоорганізація спільнот на прикладі „Зарваницької ініціативи“» (Василь Кедик); «Революція гідності. Виховання відповідальних громадян» (Віталій Перевізник) (афіша).

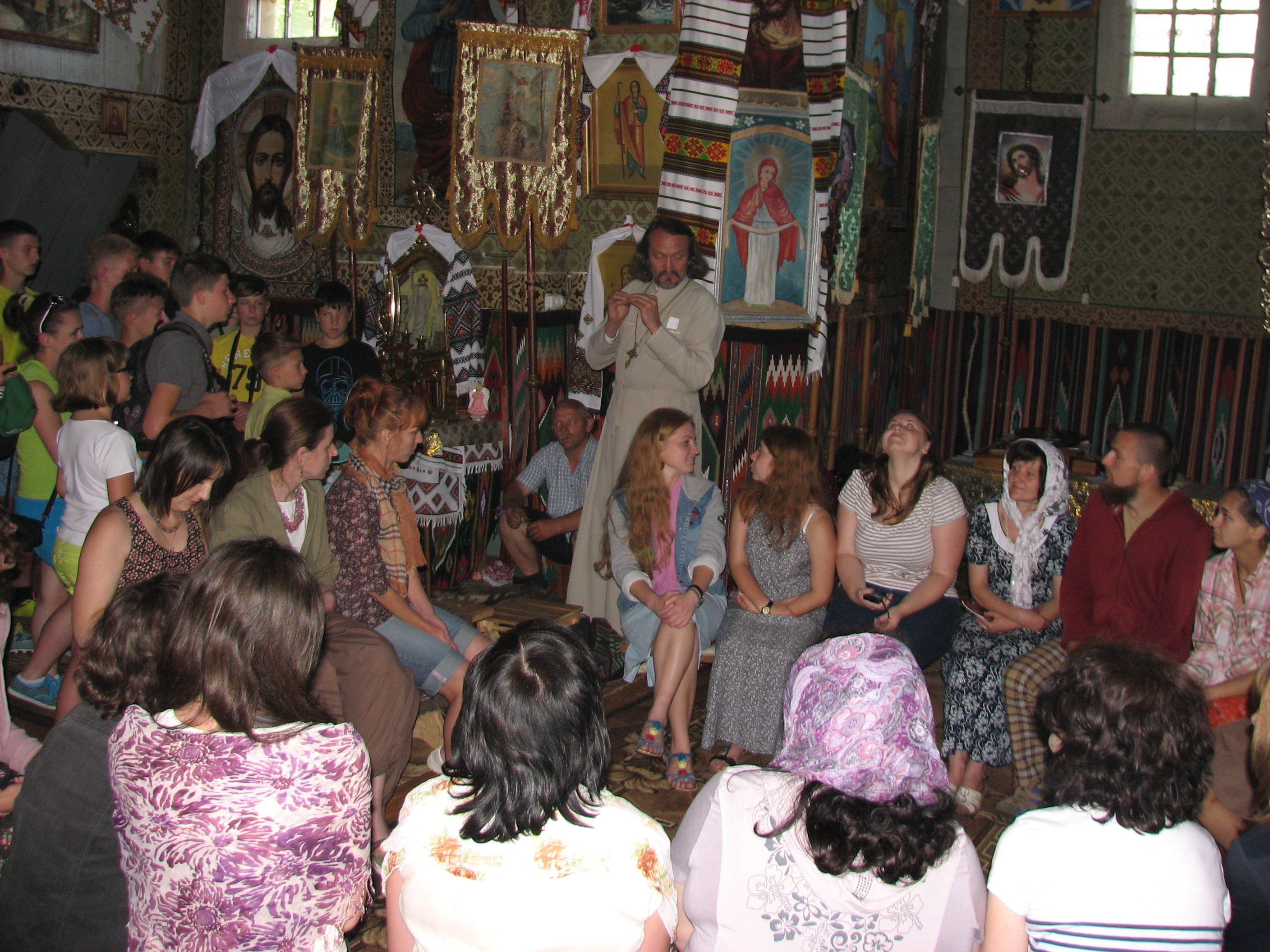
Відкритий університет Івано-Франківська. Лекція «Майдан у церкві чи навпаки» з Іваном Рибаруком

- 29 червня — «Як швидко вивчити англійську» (Тетяна Кобута); «Чому Путіну вдається „одурманити“ росіян, а страждають українці… Дещо про політичну стигму» (Радислав Петрів); «Електронне урядування. Уроки Естонії» (Світлана Тараненко); «Форум української молоді діаспори „Франківськ 2014“» (Ігор Попадюк) (афіша).

Липень 2014
- 5 липня — перша виїзна сесія (в селі Криворівня) з місцевим священиком Іваном Рибаруком[5]. Тема відкритої лекції — «Майдан у церкві чи навпаки»[6].